# Tomáš Vlček
Tomáš Vlček, né le 28 février 2001 à Kladno en Tchéquie, est un footballeur tchèque qui évolue au poste de défenseur central au SK Slavia Prague.

## Biographie

### En club
Né à Kladno en Tchéquie, Tomáš Vlček commence le football avec le club local du TJ Novoměstský Kladno puis après un passage au FK Kladno il est formé par l'un des clubs les plus importants du pays, le SK Slavia Prague.
Il joue son premier match en professionnel avec le Slavia, le 26 septembre 2018, lors d'une rencontre de coupe de Tchéquie face au FK Ústí nad Labem. Il entre en jeu à la place de Jan Bořil et son équipe s'impose par deux buts à zéro.
En août 2020, Tomáš Vlček est prêté au FC Vysočina Jihlava, en deuxième division tchèque. Il joue son premier match pour le club le 26 août 2020, lors d'une rencontre de coupe de Tchéquie face au FSC Stara Rise. Il est titularisé et son équipe s'impose (1-4 score final).
Le 29 juillet 2022, Tomáš Vlček rejoint le FK Pardubice sous la forme d'un prêt d'une saison.
Vlček marque son premier but pour le FK Pardubice le 14 août 2022, lors d'une rencontre de championnat face au FC Slovan Liberec. Il est titularisé et participe à la victoire de son équipe par deux buts à un.
Après un prêt réussi au FK Pardubice où il aura été l'un des meilleurs joueurs de l'équipe, Vlček fait son retour au Slavia Prague lors de l'été 2023 où, cette fois, l'entraîneur de l'équipe première Jindřich Trpišovský (en) compte sur lui et souhaite l'intégrer dans la rotation des défenseurs.

### En sélection
Tomáš Vlček commence sa carrière internationale avec l'équipe de Tchéquie des moins de 17 ans. Il joue au total six matchs avec cette équipe entre 2017 et 2018.
Vlček joue son premier match avec l'équipe de Tchéquie espoirs le 18 novembre 2022 contre le Portugal. Il est titularisé et son équipe s'incline par cinq buts à un.
Il est retenu par le sélectionneur Jan Suchopárek pour participer au championnat d'Europe espoirs en 2023.
Il est retenu dans la liste des 26 joueurs tchèques du sélectionneur Ivan Hašek pour participer à l'Euro 2024.

### Style de jeu
Tomáš Vlček est un défenseur central mais sa polyvalence lui permet de jouer à tous les postes de la défense. Décrit comme un joueur rapide et dynamique, il est également un leader naturel, ce qui lui a notamment permis de porter le brassard de capitaine dans les différentes catégories de jeunes que ce soit en club ou en sélection.